# Phrynobatrachus acridoides
Espèce
Synonymes
- Staurois acridoides Cope, 1867
- Phrynobatrachus boulengeri de Witte, 1918
- Hylarthroleptis medilineatus Ahl, 1925 "1923"
- Hylarthroleptis janenschi Ahl, 1925 "1923"

Statut de conservation UICN

 LC  : Préoccupation mineure
Phrynobatrachus acridoides est une espèce d'amphibiens de la famille des Phrynobatrachidae.

## Répartition
Cette espèce se rencontre, en plaine, le long de la côte Sud-Est de l'Afrique (Afrique du Sud, Kenya, Malawi, Mozambique, Somalie, Tanzanie, Zimbabwe),.

## Publication originale
- Cope, 1867 : On the families of the raniform Anura. Journal of the Academy of Natural Sciences of Philadelphia, sér. 2, vol. 6, p. 189-206 (texte intégral).